# Philipp Anton Hedderich

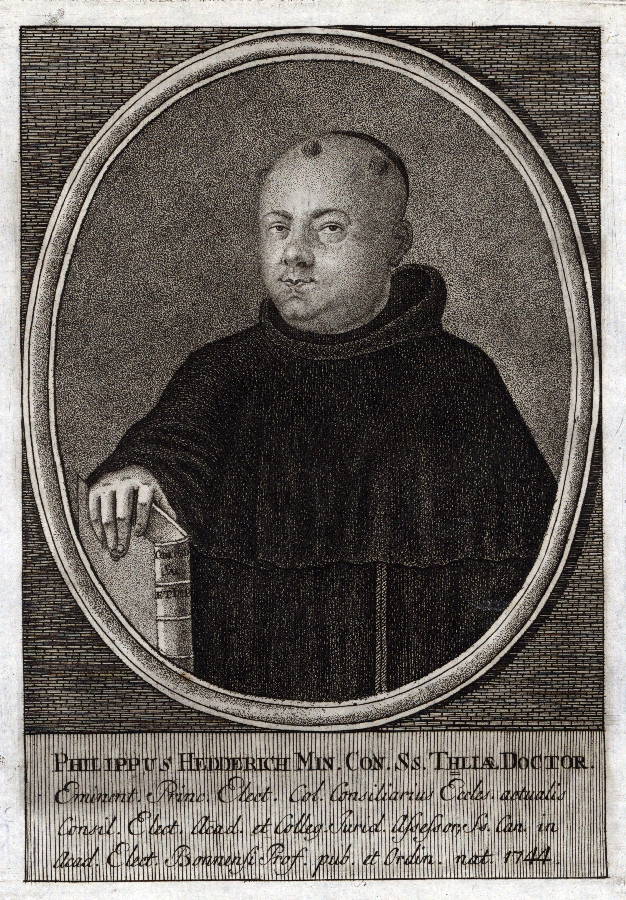
Philipp Anton Hedderich

Philipp Anton Hedderich OFM (* 4. November 1743 in Bodenheim als Franz Anton Hedderich; † 20. August 1808 in Düsseldorf), Pseudonym Arminius Seld, war ein für die Kirche wichtiger Kanoniker und Jurist mit Wirkstätten in Köln, Trier und Bonn sowie einer der wichtigsten Gelehrten am Lehrkörper der Rechtsakademie Düsseldorf für Kirchenrecht und Kirchengeschichte.

## Leben und Wirken
Franz Anton Hedderich stammt aus dem Weinbaudorf Bodenheim südlich von Mainz. Sein Vater war Franz Sebastian Hedderich (1706–1761), Pächter der Herren von Breidenbach, seine Mutter Anna (1712–1772), geborene Pfarr. Der Junge besuchte die Mainzer Jesuitenschule und trat mit seinem Wechsel nach Köln, wo er an der Universität zunächst zwei Jahre Philosophie und danach vier Jahre Theologie und Jurisprudenz studierte, in den Franziskanerorden ein und erhielt den Ordensnamen Philipp. Anschließend lehrte er an der Universität zu Köln. In seiner Kölner Zeit – am 8. April 1766 – verteidigte Hedderich öffentlich die Dogmen des Johannes Duns Scotus.
1771 wurde er nach Trier versetzt, wo er drei Jahre lang sein juristisches Studium fortsetzte, zunächst bei Frank (Staatsrecht), dann bei Hellbronn (Pandekten) und bei Neller (Kirchenrecht). 1774 folgte ein Ruf an die Kurkölnische Akademie Bonn, die damals noch eine eigenständige theologische Fakultät war, als Lehrer im Kirchenrecht. Hedderich trug die innerkatholische Reformbewegung mit und schon bald erwarb er sich den Ruf des führenden Febronianers und Episkopalisten, der mit Franz Oberthür, Thaddäus Anton Dereser und anderen Bonn zu einer Keimzelle der Aufklärung und kurienfeindlicher Tendenzen machte. 1778 schloss er dort seine Studien mit einer Promotion zum Dr. theol. ab, im Jahr darauf erhielt er den Ehrentitel Wirklicher Geistlicher Rat am Hofe des Erzbischofs Maximilian Friedrichs.
Ebenfalls 1779 begannen die Streitigkeiten mit dem Domkapitel in Köln, das ihm die Machtuntergrabung des Papstes und Falschaussagen zum Ehedispens vorwarfen. Zwei kleinere seiner Schriften kamen auf den Index. Das Domkapitel verlangte seine Entlassung, auch der Papst forderte seine Entfernung aus dem Lehrbetrieb und verweigerte im Sommer 1783 der neu gegründeten Bonner Akademie ihre Approbation. Hedderich wurde aber weiter von Maximilian Friedrich gedeckt. 1786 nahm er den Ruf nach Mainz an, blieb aber nach der Zustellung seiner Entlassungsgenehmigung vom 2. März doch, nachdem Bonn zur Universität erhoben worden war. 1788 promovierte er noch zum Doctor iuris utriusque. Gleichzeitig gab er seine „Dissertatio de iuribus eclesiae Germanicae in Conventu Emsano explicatis“ heraus. Kurz darauf im Winter 1788/89 wurde er zum Rektor der Universität ernannt. 1790 folgte eine Klageeinreichung des Domkapitels beim kurfürstlichen Erzbischof Maximilian Franz von Österreich, die aber folgenlos blieb.
Hedderich blieb den Franziskanern sein Leben lang verbunden. 1789 wurde er als Guardian genannt.
Mit dem Einzug der Franzosen 1794 zog Hedderich zunächst auf die gegenüberliegende Rheinseite nach Honnef, 1796 nach Wittlich. Dort entstand sein Hauptwerk „Elementa iuris canonici, quartor in partes divisa ad statum ecclesiarum Germaniae praecique esslesiae Coloniensies adcommodata“, wo er den aktuellen Zustand des Kanonischen Rechts konstatierte und das ebenfalls auf den Index gesetzt wurde. Sein Leben lang bemühte er sich um eine Verständigung im Sinne von „concordia sacerdotii et imperii“.
Maximilian Joseph berief ihn am 7. August 1803 an die Rechtsakademie Düsseldorf, wo er am 14. November mit Vorlesungen im Kirchenrecht begann. Zu dieser Zeit war das Franziskanerkloster in Düsseldorf im Zuge der Säkularisation aufgelöst, und Hedderich bezog im ehemaligen Kloster Quartier. 1804 wurde sein Dienstherr mit ihm einig, nach seinem Ableben bei Überlassung seiner umfangreichen Bibliothek ihm eine sofortige zusätzliche Leibrente von 100 Gulden zuzugestehen. Zudem erhielt er ab 1805 zu den vier Zimmern im ehemaligen Franziskaner-Kloster an der Maxkirche ein weiteres für seine Bibliothek.